# ماکسول مالتز
ماکسول مالتز (به انگلیسی: Maxwell Maltz) (۱۰ مارس ۱۸۹۹–۷ آوریل ۱۹۷۵) جراح پلاستیک و نویسنده انگیزشی و مسلط به علم روان‌شناسی آمریکایی بود. تعدادی از کتابهای مالتز به فارسی ترجمه شده‌اند.
در واقع حوزه فعالیتی وی فراتر از روان‌شناسی زرد و صرفاً انگیزشی است چراکه در آثار او به عملکردهای طبیعی مغز انسان با رویکرد سایکو سایبرنتیک اشاره شده‌است.

## آثار
- زندگینامه یک جراح پلاستیک (به انگلیسی: The Autobiography of a Plastic Surgeon)، ۱۹۵۳
- خود شکوفایی (به انگلیسی: Psycho-Cybernetics)، ۱۹۶۰
- سایکو سایبرنتیک روان‌شناسی تصویر ذهنی، درس زن‍دگ‍ی (به انگلیسی: Psycho - cybernetics, a new way to get more living out of life)، ۱۹۶۰
- روان‍ش‍ن‍اس‍ی ارت‍ب‍اط و ک‍ن‍ت‍رل (سایکو سایبرنتیک) (به انگلیسی: Live and be free thru psycho-cybernetic)، ۱۹۶۴
- روان‍ش‍ن‍اس‍ی ت‍ص‍وی‍ر ذه‍ن‍ی، سایکو سایبرنتیک، ع‍ل‍م ک‍ن‍ت‍رل ذه‍ن (به انگلیسی: The magic power of self-image psychology, the new way to a bright full life)، ۱۹۷۵

## لینک‌های مرتبط
- کتاب صوتی سایکو سایبرنتیک اثر ماکسول مالتز، یک کتاب خودیاری است.